# 阿里·穆斯托宁
阿里·穆斯托宁（芬蘭語：Ari Mustonen，？—），芬兰男子越野滑雪运动员。他曾代表芬兰参加1984年冬季残疾人奥林匹克运动会越野滑雪比赛，获得男子5公里短距离LW2级铜牌。